# IMC (motorfiets)
IMC is een Japans historisch merk van motorfietsen.
De bedrijfsnaam was: Ito Motors Company.
Ito Motors Company begon rond 1951 motorfietsen te produceren. In die tijd waren Japanse motorfietsen minstens geïnspireerd door Europese motorfietsen en soms zelfs kopieën. Het eerste model, de IMC R, leek dan ook sprekend op een MZ ES 250. De machine woog 165 kg, had vier versnellingen en leverde 13 pk. Er volgde een 200cc-model met een Earles voorvork dat 10,8 pk bij 5.500 tpm leverde. Het type M was een 247cc-viertakt. Het 500cc-Type K had kenmerken van een Britse Royal Enfield-eencilinder. De IMC Junior BC had een 124cc-tweecilindertweetaktmotor. Het model KB was een 246cc-tweecilinder tweetakt die in 1960 op de markt kwam, maar kort daarna werd de productie beëindigd.
In de jaren vijftig had het bedrijf ongeveer 50 werknemers die 150 motorfietsen per maand bouwden.